# Голос Зарубежья
Голос Зарубежья — журнал русской эмиграции, издававшийся с 1976 по 1998 год. Вышло 82 номера. Главный редактор журнала — Вера Пирожкова. 

## Описание
Журнал начал издаваться в 1976 году в Мюнхене (Германия). С 9-го номера редакция переехала в Сан-Франциско. Редактировала журнал Вера Пирожкова. Активное участие в работе «Голоса Зарубежья» принимала Дора Штурман. Характер журнала был христианский, в нём сотрудничали республиканцы, монархисты, почвенники. Вплоть до 1990 года на территории России номера «Голоса Зарубежья» оказывались нелегально.

## Оценки
Писатель Александр Солженицын так охарактеризовал данный журнал в книге «Угодило зёрнышко промеж двух жерновов»:

Бьётся существовать «Голос Зарубежья» Пирожковой — очень устойчивый в антикоммунизме, уже до окаменелости: до полного недоверия, что внутри СССР может когда-либо произойти какое-то благодетельное развитие, а если диссидентское или профсоюзное движение — это непременно манёвр КГБ. От подсоветских ждут и требуют только и именно революции. — А если нет? Что остаётся?— Солженицын, А. И. Угодило зёрнышко промеж двух жерновов: Очерки изгнания / Александр Исаевич Солженицын. — М.: Время, 2022.
Рецензент Юрий Григоров отмечает в журнале высокий теоретический уровень материалов, а также принципиальность в отстаивании христианства и антикоммунизма. Помимо этого, он также обращает внимание на присутствие в «Голосе Зарубежья» некоторых материалов, проникнутых духом шовинизма, и литературно-критических обзорах Владимира Рудинского, которые интересны, но и спорны.